# Aj-čurek
Aj-čurek (nebo též Ajčurek, v kyrgyzském originále Айчурек, tj. Luně rovná) je opera o třech dějstvích a šesti obrazech skladatelů Vladimira Alexandroviče Vlasova (1903–1986), Abdylase Maldybajeva (1907–1978) a Vladimira Georgijeviče Fereho (1902–1971) na libreto, které podle druhé části kyrgyzského lidového eposu Manas napsali Džoomart Bokonbajev (1910–1944), Džusul Turusbekov (1920–1943) a Kubanyčbek Malikov (1911–1978). Je to první kyrgyzská opera.

## Vznik a charakteristika opery
V hlavním městě Kyrgyzstánu existovalo od roku 1936 divadlo hudebního dramatu a trojice skladatelů Vlasov, Maldybajev a Fere pro něj napsala již dvě hudební hry – Zlatá dívka (Алтын кыз, 1937) a Ne smrt, ale život (Аджал ордуна, 1938) – než roku 1938 přistoupila ke kompozici nového díla, jež se mělo stát první kyrgyzskou operou. Předlohou se stala druhá část eposu Manas (totiž Semetej) v podání slavného kyrgyzského lidového pěvce Karalajeva Sajakbaje (1894–1971).
Opera měla premiéru dne 12. dubna 1939 v Hudebně-dramatickém divadle Kyrgyzské SSR ve Frunze. Brzy poté (26. května) byla uvedena i na dekádě kyrgyzského umění v Moskvě. Dočkala se tam příznivých recenzí, skladatel Jurij Alexandrovič Šaporin v Pravdě napsal: „V celé Aj-čurek je zjevné a nevývratné svědectví obrovských tvůrčích sil kyrgyzského lidu, jehož umění teprve tak nedávno začalo rozpínat svá křídla.“ První představitelka měsíční krasavice, Sajra Kijizbajeva (1917–1988), se stala legendou kyrgyzského operního zpěvu.
Libretisté zachovali mnoho původních prvků eposu – například samozřejmost, s jakou se ženatý muž uchází o nevěstu – ale přizpůsobili děj klasické evropské operní dramaturgii. Rovněž skladatelé pracovali s řadou citací kyrgyzského folklóru, ale výsledná hudba opery melodicky, harmonicky i rytmicky napodobuje ruskou klasickou operu 19. století; specifika kyrgyzské lidové hudby nejsou prakticky využita.
Stejná trojice skladatelů napsala v následujících letech další opery (Vlastenci 1941, Manas 1946, Na březích Issyk-kulu 1951, Toktogul 1957), jakož i první kyrgyzský balet Anar a kyrgyzskou hymnu. Zejména Aj-čurek a Manas se staly stálicemi kyrgyzského operního repertoáru. Biškecké operní divadlo ji označuje za „… hrdost a vynikající odkaz kyrgyzské hudebně-divadelní kultury, skutečnou klasikou, na které vyrostlo nejedno pokolení interpretů a která je dodnes s úspěchem na repertoáru divadla a milována diváky.“

## Osoby a první obsazení
| Postava                                  | Hlasový obor  | Premiéra (12. 4. 1939)         |
| ---------------------------------------- | ------------- | ------------------------------ |
| Semetej, syn hrdiny Manase               | baryton       | Sadykov                        |
| Aj-čurek, jeho nevěsta                   | soprán        | Sajra Kijizbajeva              |
| Akun-chán, Aj-čurčin otec                | baryton       | …                              |
| Bakaj, Semetejův rádce                   | bas           | …                              |
| Čačikej, Semetejova manželka             | mezzosoprán   | Gerštejn                       |
| Kulčoro, Semetejův bojovník              | tenor         | Abdylas Maldybajev             |
| Kančoro, Semetejův bojovník              | baryton       | …                              |
| Kalyjman, Aj-čurčina sestra              | soprán        | Anvar Kuttubajeva              |
| Ťumenbaj, Akun-chánův vojevůdce          | baryton       | …                              |
| Ažybaj, Akun-chánův vojevůdce            | tenor         | …                              |
| Toltoj                                   | tenor         | Ešimbekov                      |
| Činkodžo                                 | bas           | Botalijev                      |
| Vědma                                    | mezzosoprán   | …                              |
| Karakyrgyzka                             | soprán        | …                              |
| Sarykyrgyzka                             | soprán        | …                              |
| Herold (kelin)                           | tenor         | …                              |
| Bojovníci, děvčata, dervišové, družiníci |               |                                |
| Dirigent:                                | Dirigent:     | Vasilij Vasiljevič Celikovskij |
| Režie:                                   | Režie:        | Asankul Kuttubajev             |
| Výprava:                                 | Výprava:      | Jakov Zinovjevič Štoffer       |
| Sbormistr:                               | Sbormistr:    | Merkulov                       |
| Choreografie:                            | Choreografie: | Nikolaj Cholfin                |

## Děj opery

### 1. dějství
K sídlu Akun-chána přitáhnou dva cizí válečníci, Toltoj a Činkodžo, a každý pro sebe žádá za ženu Akun-chánovu dcera, které se pro její krásu přezdívá Aj-čurek – Luně rovná. Její otec si však kdysi dávno dal vzájemné slovo se slavným rekem Manase, že dá svou dceru Manasovu synovi Semetejovi. Aj-čurek již na ženicha dlouho čeká, ale ten nepřichází.
Toltoj a Činkodžo hrozí chánové zemi válkou, pokud jim dceru nevydá. Aj-čurek se podaří odvrátit bezprostřední nebezpečí tím, že si vyžádá čas na rozmyšlenou. Když se takto nezvaných nápadníků na nějakou chvíli zbaví, promění se v labuť a vydává se do světa hledat svého předurčeného ženicha.

### 2. dějství
Aj-čurek po dlouhém hledání nalezla Semetejův tábor. Semetej sám je na lovu a v jeho stanu nachází Aj-čurek Semetejovu manželku Čačikej. Žárlivá Čačikej zahání krásnou příchozí. Aj-čurek se však podaří chytnout Semetejova bílého loveckého sokola a odletí na jeho křídlech.
Když se Semetej vrátí, musí mu Čačikej přiznat, že jeho sokol byl uloupen, nedokáže mu však vysvětlit, proč se tak stalo. Až starý Bakaj překvapeného Semeteje osvětlí a vypráví mu o úmluvě, kterou uzavřel jeho otec s Akun-chánem. Semetej zanechává manželku na místě a vydává se hledat svého sokola.

### 3. dějství
Semetej konečně nalézá Aj-čurek na břehu řeky Urgenč. Ač užasně nad dívčinou krásou, jeho prvním záměrem je pouze uzmout jí sokola a vrátit se zpátky k manželce. Ale prosby Aj-čurek a Bakajovo napomínání jej přesvědčí, že má naplnit otcovskou dohodu a vzít si Aj-čurek za ženu.
Hrdinný Semetej provází svou nevěstu zpět k jejímu otci. Tam se mu postaví Toltoj a Činkodžo se svými vojsky, ale Semetejův oddíl je porazí a Akun-chánovu zemi osvobodí od jejich nadvlády a násilí. Může se slavit slavná svatba Semeteje a Aj-čurek.